# ويليام ماكغي
ويليام ماكغي (بالإنجليزية: William McGhee)‏ هو ممثل أمريكي، ولد في 24 يوليو 1930، وتوفي في 17 فبراير 2007 في الولايات المتحدة.

## وصلات خارجية
- ويليام ماكغي على موقع IMDb (الإنجليزية)
- ويليام ماكغي على موقع قاعدة بيانات الفيلم (الإنجليزية)